# Луций Валерий Флак (началник на конница)
Вижте пояснителната страница за други личности с името Луций Валерий Флак.
Луций Валерий Флак (на латински: Lucius Valerius Flaccus) е военен и политик на Римската република през 4 век пр.н.е. по време на втората самнитска война.
Произлиза от влиятелния клон Флак на фамилията Валерии. През 321 пр.н.е. Флак става началник на конницата (magister equitum) при диктатор Марк Емилий Барбула Пап. След голямата загуба в Битката при Каудинийските проходи на римляните с двамата консули Тит Ветурий Калвин и Спурий Постумий Албин против самнитите на Гай Понтий, Флак и Пап като dictator comitium habendorum causa, трябва да проведат народно събрание, но не се справят. Затова е избран един интеррекс.
Неговият внук Луций Валерий Флак e консул през 261 пр.н.е. и има син Публий Валерий Флак (консул 227 пр.н.е.).